# Opération Posthorn

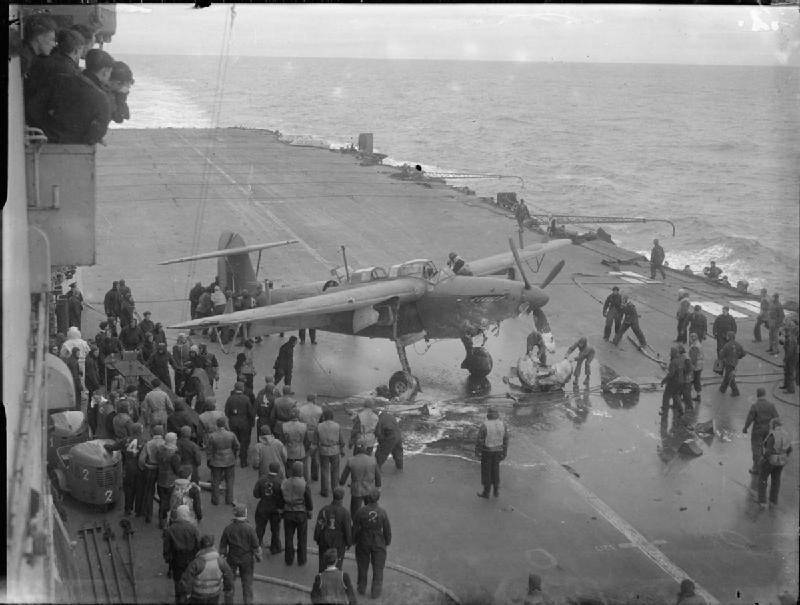
Un Fairey Barracuda à bord du.

L'opération Posthorn (nommé également Opération Bayleaf) est une opération navale mineure de la Royal Navy durant la Seconde Guerre mondiale. Il s'agit de la seule de la Home Fleet où le cuirassé de la marine nationale française Richelieu participa.

## Historique
Du 10 au 12 février 1944, le porte-avions HMS Furious (47) embarquant dix Fairey Barracuda et dix Supermarine Seafire; les cuirassés HMS Anson (79) et Richelieu, les croiseurs légers HMS Belfast et HMS Nigeria et sept destroyers appareillèrent de Scapa Flow pour attaquer la navigation allemande dans le comté de Sogn og Fjordane et le long du nord de la Norvège.
Les résultats furent des plus décevants : les navires allemands présents en Norvège ne bougèrent pas. Les avions du Furious coulèrent un cargo de 3 000 tonnes touché par trois bombes, endommagèrent un navire de réparation, abattirent un Messerschmitt Bf 109 mais perdirent un Supermarine Seafire.